# 文森 (成化進士)
文森（1462年—？），字宗嚴，南直隸蘇州府長洲縣民籍，湖廣衡州府衡山縣人，明朝政治人物。

## 生平
成化二十二年（1486年）丙午科應天鄉試第三十二名舉人，二十三年（1487年）中式丁未科會試第六十七名，三甲第四十三名進士。歷任鄆城縣、慶雲縣知縣。

## 家族
曾祖文定聰；祖父文惠；父文洪，教諭，贈太僕寺丞。前母陳氏（贈安人）；母顧氏（贈安人）；繼母呂氏（封太安人）。慈侍下。兄文倫（千户）。兄文林，太僕寺寺丞。弟文彬。侄子文徵明。